# 69 (position sexuelle)
Pour les articles homonymes, voir 69 (homonymie).
Le 69 est une position sexuelle dans laquelle les deux partenaires stimulent avec la bouche le sexe de l’autre, dans le but de pratiquer mutuellement le coït buccal,,. Les participants sont ainsi mutuellement à l'envers, tête-bêche,. Cette position peut impliquer deux personnes de n'importe quel sexe.

## Origine de l'expression
Le terme en tant que représentation stylisée apparaît pour la première fois dans le Catéchisme libertin à l’usage des filles de joie et des jeunes demoiselles qui se destinent à embrasser cette profession, attribué par son auteur « la Belle Liégeoise » Anne-Josèphe Théroigne de Méricourt et publié en 1791.

## Description

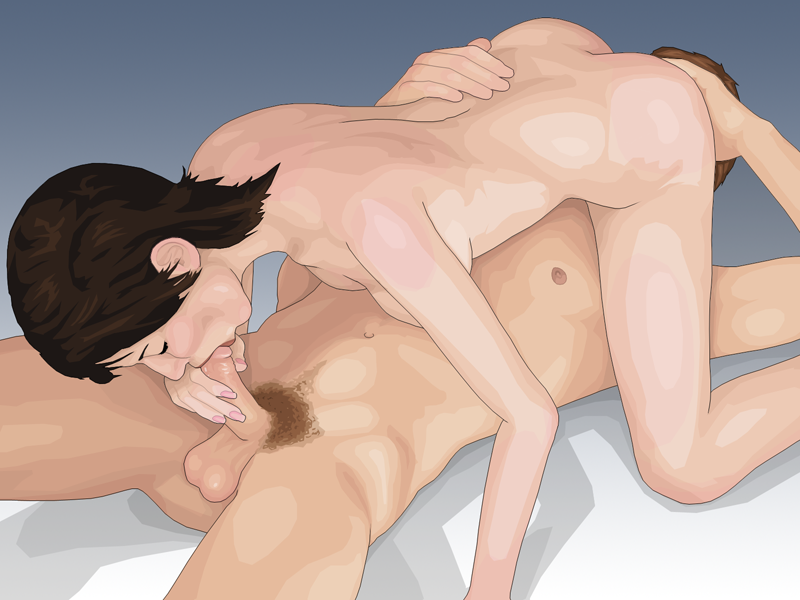
Position 69 (vue côté fellation).

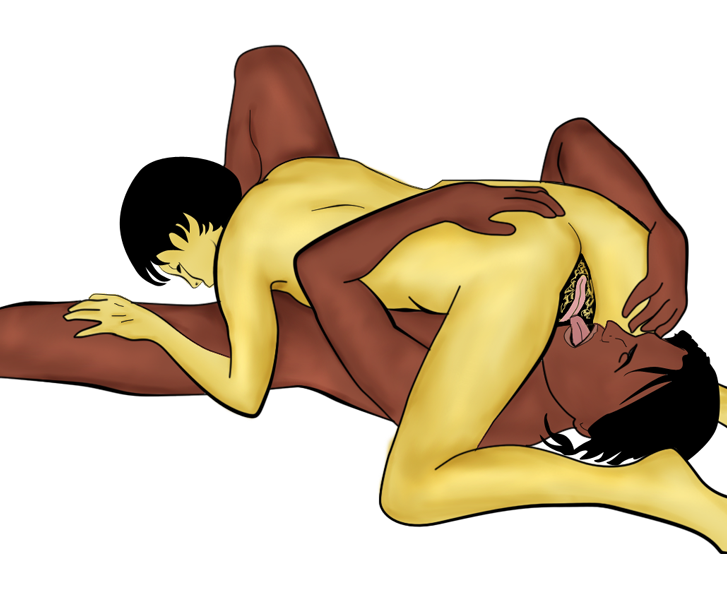
Position 69 (vue côté cunnilingus, l'anulingus étant également possible).

Le 69 n'est pas toujours considéré comme une position sexuelle au sens strict dans la mesure où il ne permet pas la pénétration : certains parlent alors de position intime. Dans une relation hétérosexuelle, il y a simultanément un cunnilingus et une fellation. Un couple peut rechercher la stimulation réciproque, et la simultanéité, ainsi un seul partenaire peut rechercher son orgasme ou les deux, et ces orgasmes peuvent être simultanés ou consécutifs, selon l'inspiration du couple. De même, les partenaires peuvent considérer le 69 comme des préliminaires seulement, et au contraire conduire à l'orgasme de l'un ou des deux partenaires.

## Autres dénominations
- Le Kamasutra emploie le terme « congrès du corbeau »
- On utilise parfois le nom du symbole chinois du Yin et du Yang
- Les anglo-saxons désignent indifféremment la position soit à l’anglaise (sixty-nine) ou à la française (soixante-neuf)

## Image attribuée
Le nombre 69 en lui-même est une représentation figurative de cette position. En effet, si les boucles de ces deux chiffres sont considérées comme étant la tête des partenaires, le nombre 69 représente bien deux partenaires face-à-face, ayant chacun la tête au niveau du sexe de l'autre. Contrairement à ce que certains pensent, la position 69 n'est pas la 69e position décrite dans le Kamasutra. Par opposition, on nomme parfois « position 96 » l'absence d'activité sexuelle de deux personnes dans le même lit. L'éloignement entre des personnes qui se connaissent uniquement à travers Internet a de même donné lieu à la représentation de leur sexualité par le symbole %.
Cette pratique est décrite dans le passage du Kamasutra consacré au congrès buccal comme « le congrès du corbeau » :

« Lorsqu’un homme et une femme sont couchés en sens inverse, c’est-à-dire la tête de l’un vers les pieds de l’autre, et se livrent à cette espèce de congrès, cela s’appelle le congrès du corbeau. »

## Représentations culturelles

### Peinture, dessin, gravure

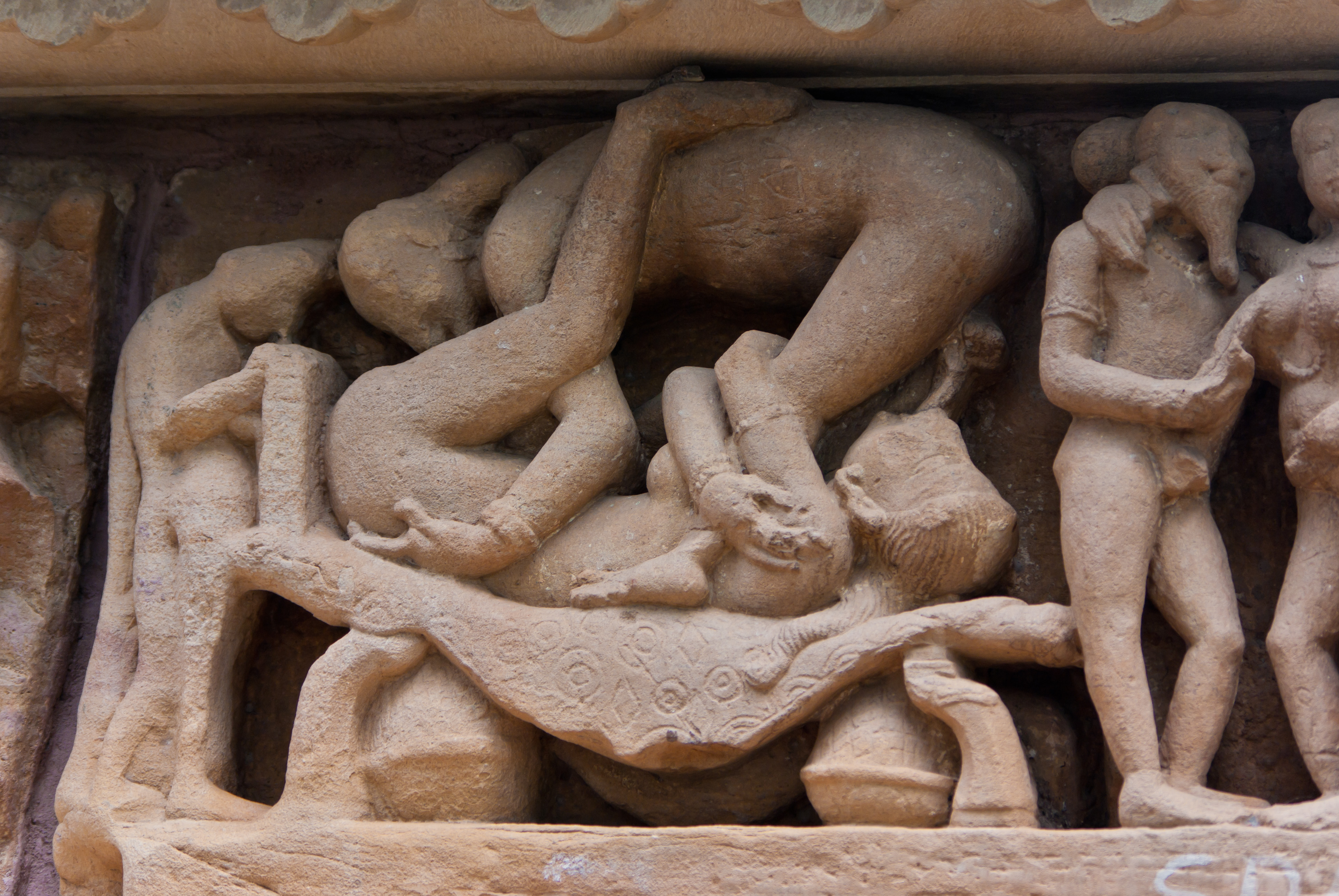
Détail d'un haut-relief du temple de Lakshmana à Khajurâho.
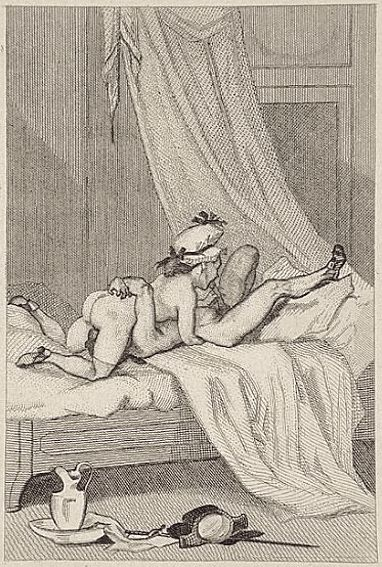
Gravure de Félicien Rops (1865) pour Le Diable au corps de Nerciat.
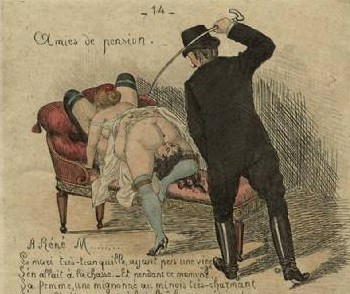
Amies de pension, illustration vers 1890.
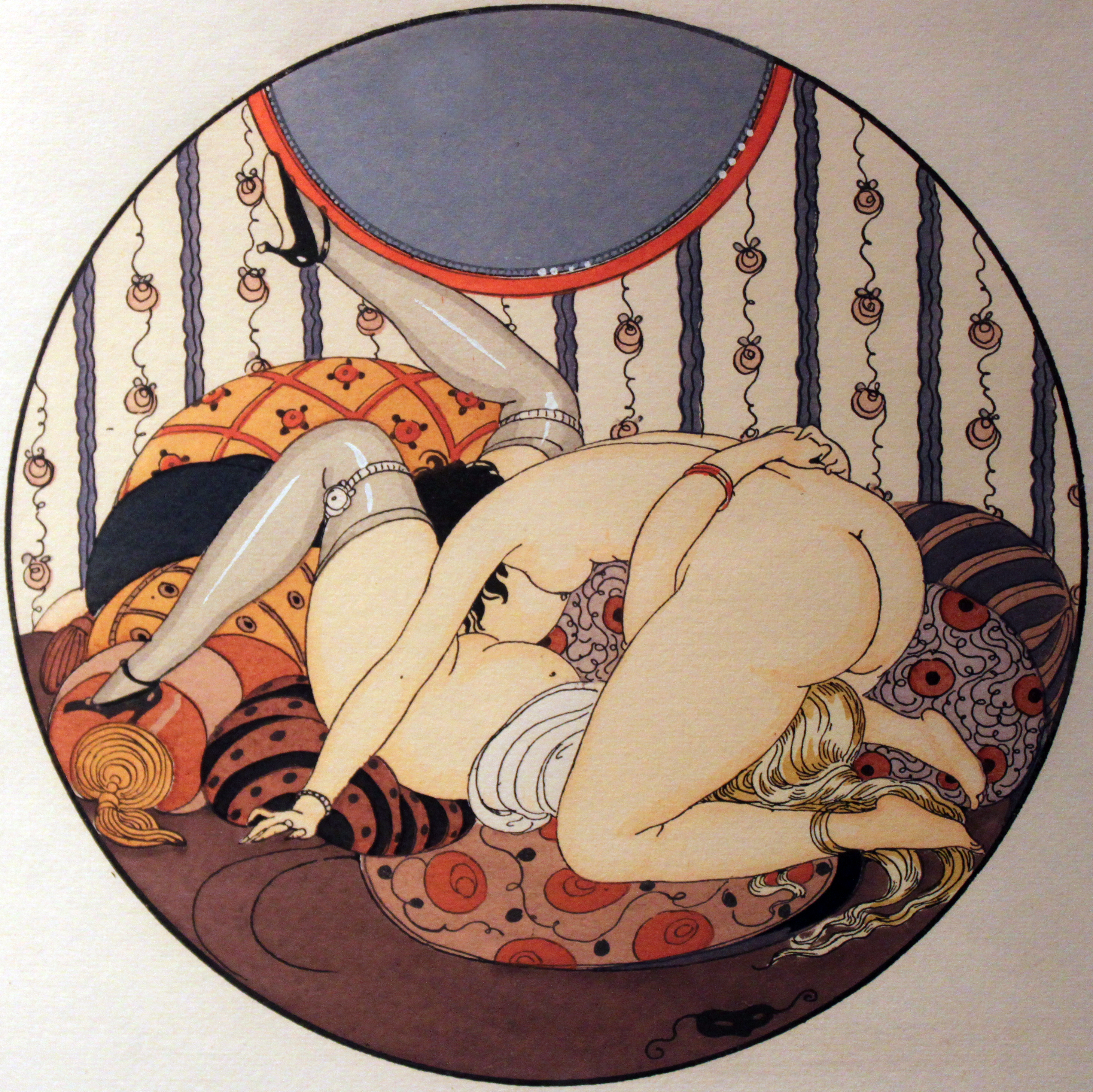
Aquarelle de Gerda Wegener, Les Délassements d'Éros (1925).
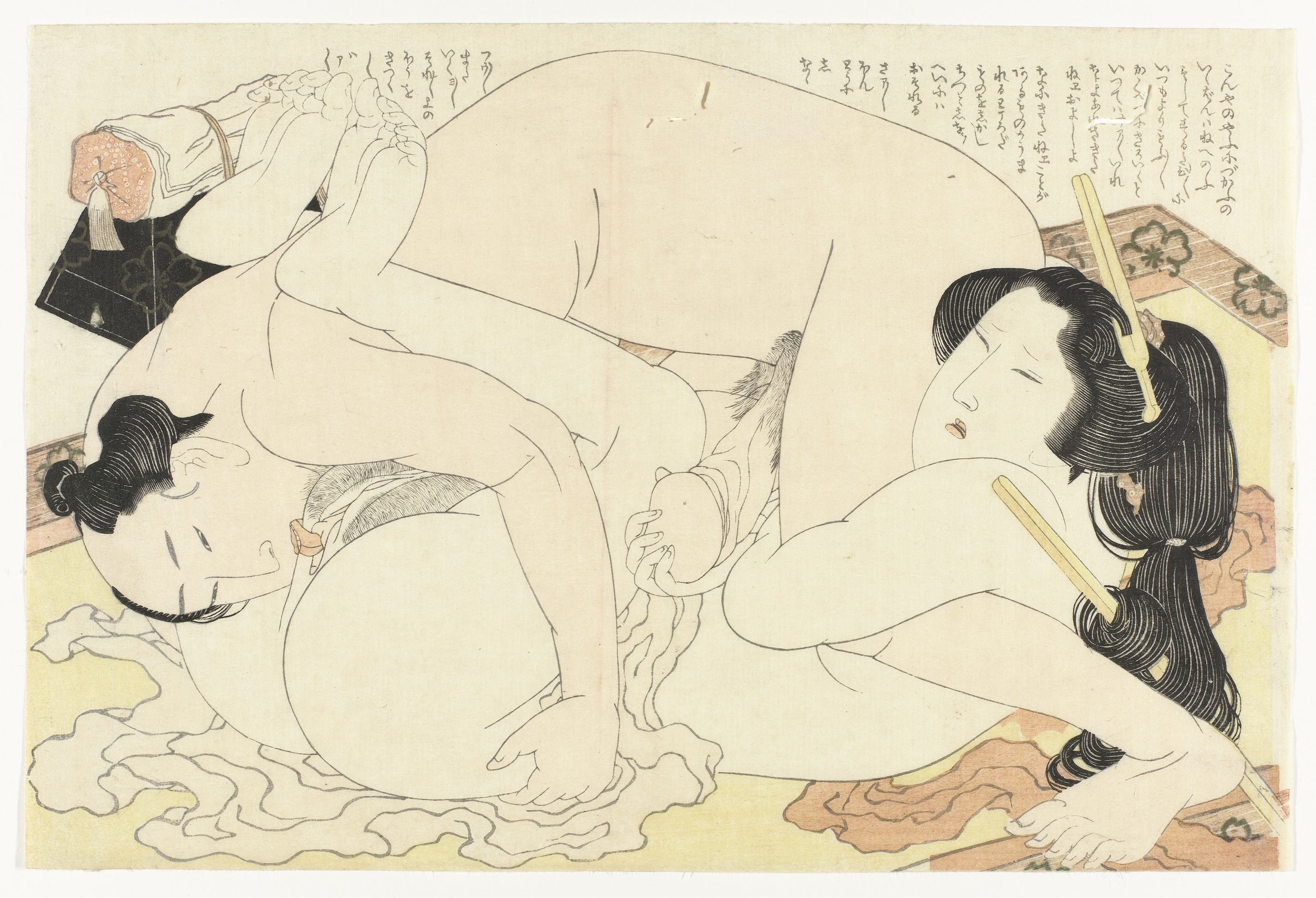
Représentation du 69 par Hokusai.
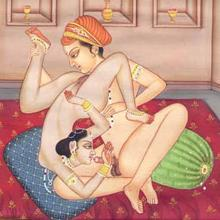
Représentation d'un 69 dans le Kamasutra.

### Photographie

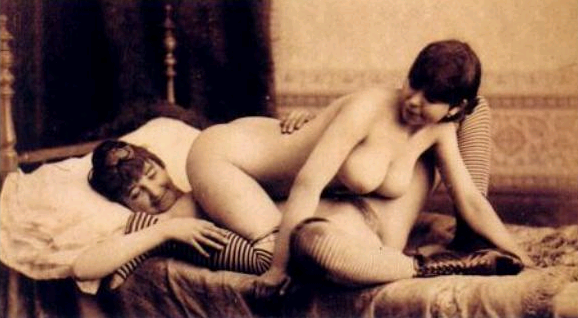
Deux femmes en position 69 (photo pornographique de 1883).

### Chansons
- 69 année érotique, chanson de Serge Gainsbourg
- Toi mon toit, chanson d'Elli Medeiros
- 34+35 (en), chanson d'Ariana Grande
- Room 69, chanson de Tayc

### Cinéma
- 1974 : Flossie, entre Marie Forså et Anita Ericsson (sv)
- 2005 : A History of Violence, entre Viggo Mortensen et Maria Bello
- 2013 : La Vie d'Adèle, entre Léa Seydoux et Adèle Exarchopoulos
- 2016 : Howaito rirî, entre Rin Asuka et Kaori Yamaguchi